# ديلان باتوبينسيكا
ديلان باتوبينسيكا (بالفرنسية: Dylan Batubinsika)‏ (15 أبريل 1996 في فرنسا - ) هو لاعب كرة قدم فرنسي في مركز الدفاع.

## روابط خارجية
- ديلان باتوبينسيكا على موقع قاعدة بيانات كرة القدم.إي يو (الإنجليزية)
- ديلان باتوبينسيكا على موقع ليكيب (الفرنسية)
- ديلان باتوبينسيكا على موقع ناشيونال فوتبول تيمز (الإنجليزية)
- ديلان باتوبينسيكا على موقع Soccerway.com (الإنجليزية)
- ديلان باتوبينسيكا على موقع عالم كرة القدم.نت (الإنجليزية)